# Nannostomus rubrocaudatus
Nannostomus rubrocaudatus es una especie de peces de la familia Lebiasinidae.

## Morfología
Los machos pueden llegar alcanzar los 2,6 cm de longitud total.

## Distribución y hábitat
Es un pez de agua dulce y de  clima tropical.
Se encuentran en Perú. 